# Comendadora
Comendadora es la denominación, aplicada exclusivamente en las órdenes militares o religiosas de caballería a la superiora o priora de ciertos conventos de monjas o freilas de la orden de Santiago, llamada así por la regla misma. Para distinguirla de los demás freilas, que en el modo común de hablar recibían también el nombre de comendadoras, se decía aquella comendadora mayor si era priora en propiedad, y solo presidenta, siendo interina: cuyas denominaciones y diferencias se conservan en la actualidad. 
Por ampliación, se ha llamado y se llama comendadoras a las religiosas freilas de las otras dos órdenes militares de Calatrava y Alcántara, tal vez porque sus conventos o monasterios se fundaron y dotaron con una o más encomiendas. Acaso también porque se creyese más adecuada esta denominación, aún después de incorporados perpetuamente a la Corona los maestrazgos de las cuatro órdenes militares. O por todo ello y atendiendo al origen de tales monasterios, al objeto de su erección y a las pruebas que fueron precisas, de nobleza o limpieza de sangre para ingresar en ellos, a semejanza de los caballeros o comendadores: cuyas particularidades, como algunas otras de la vida común o conventual, diferencian a estas religiosas de las demás, conocidas con el nombre canónico común de monjas.

## Orden de Santiago
En la Orden militar de Santiago, primera no según la antigüedad sino según la primacía, que sobre todas las restantes le dio el Rey Felipe V, haciéndose caballero de ella, existieron varios monasterios fundados en consecuencia por la bula de confirmación de Alejandro III. En ella se disponía que, muertos los caballeros casados, si sus viudas que habían recibido el hábito, quisieran casarse, diesen cuenta al maestre o comendador. El capítulo 45 de la regla ordenó en su virtud que quedasen en los monasterios aquellas mujeres cuyos maridos fuesen muertos y allí se conservasen sus hijas, hasta quince años y pudiesen quedar en la Orden, sucediendo lo mismo a los hijos. El de Santa Eufemia de Cozuelos, fundado por el Maestre D. Sancho Fernández de Lemos: el de Sancti Spiritus de Salamanca, por el Maestre Don Pelay Pérez, y el de Santa María de Junqueras, en Barcelona, cedido a la orden por el obispo Amaldo, fueron fundados con dicho objeto.
Aún después de caducado este, todavía el espíritu de la regla que era en este punto el que estuviesen allí las mujeres de los freires y caballeros, que de su voluntad elegían vivir recogidas, se conservó en los posteriormente fundados, a saber el de Santa Olalla de Mérida en tiempo del Maestre Alonso de Cárdenas y los de Santiago de la Madre dc Dios, en Granada, y en Santa Cruz de Valladolid por los Reyes Católicos, debiéndose recibir en ellos las mujeres de los caballeros en tiempo de guerra y después de viudas, y criándose las hijas como se habían de criar los hijos, en los conventos de caballeros.
Todas las comendadoras visten el hábito de Santiago, gobernándose en lo tocante a su vida monástica conventual por las reglas especiales, que son las de la orden agustiniana de su fundación y por las dadas en general para todos los monasterios de freiras de la Orden por los Reyes de España, como administradores perpetuos o Grandes Maestros, insertas en el título M de la regla.

## Orden de Calatrava
En las otras dos órdenes, Calatrava y su filial de Alcántara, como sus caballeros no pudieron casarse hasta que a ello les facultó la bula de Paulo III de 1540, claro es que sus monasterios no fueron como los de Santiago, fundados por la orden misma para objetos de su instituto, sino por particulares. Aunque por una razón de analogía con aquellos o con el fin puramente religioso de que al lado de los monasterios de varones, los hubiese también de mujeres, que vistiendo los mismos hábitos de las órdenes y sujetos a una regla monástica, hiciesen vida en común e implorasen con sus oraciones y penitencias los auxilios del cielo para que sus hermanos consigniesen la victoria. Así:
- el de San Felices de Burgos, fundado por D. García Gutiérrez y su mujer
- el de Pinilla, con el título del Salvador, en Sigüenza, sujeto al Maestre don Pedro Giron, trasladado a Almonacid de Zurita y en tiempo de Felipe IV a Madrid con el título de la Concepción que actualmente conserva
- el de la Asunción en Almagro, fundado por el comendador mayor D. Gutiérrez de Padilla

Fueron en la Orden de Calatrava, como se ve, fundaciones particulares: subsistiendo solo los dos primeros con el nombre de comendadoras que se da a sus religiosas, las cuales profesan la regla del Císter y visten el hábito de la misma orden, de la que era abad en el monasterio de Santa María de Fitero fray Raimundo, fundador de la Orden militar de su nombre en Calatrava. 

## Orden de Alcántara
La de Alcántara tuvo también en la villa de su nombre un monasterio de freilas titulado de Sancti Spiritus, según se lee en el tít. 8 de sus Definiciones y el de San Pedro en la de Brozas, no subsistiendo hoy más que este último con el nombre de comendadores. Estas siguen la regla de San Benito y visten el hábito de la orden, sujetas en cuanto a su vida conventual a las reglas de la fundación y a las especiales contenidas en las definiciones de la orden militar de su nombre.

## Otras órdenes
En la de Montesa, filial también de la de Calatrava, como la más antigua de todas las militares religiosas de España, no se conocen actualmente comendadoras, existiendo solo dos monasterios de freilas, uno en San Mateo de Montesa, con la advocación de San Agustín y otro en Morella.
Por lo tocante a las comendadores de Santiago, Calatrava y Alcántara, debe en sus monasterios guardarse la clausura en cuanto conviene a la mejor observancia de las reglas de su orden y a la mayor perfección de su vida conventual y estado religioso; si bien no tan estricta, como la que obliga a las demás religiosas, sujetas inmediatamente a la jurisdicción ordinaria episcopal o a la silla apostólica, conforme a las disposiciones tridentinas y pontificias de su razón.
La prelada o superiora en los monasterios de religiosas de la real y militar orden de la Merced, recibe también el nombre de comendadora, lo mismo que el superior en los conventos de varones de la propia orden, en los cuales es la primera autoridad después de la del general y a imitación de los que lo son en los conventos de religiosas freilas comendadoras.
Sobre este punto es digna de leerse la consulta que en 12 de mayo de 1656 elevaron al Rey, por su decreto de 14 de marzo, los dos ministros más antiguos del Consejo de Castilla y otros dos que lo fueron del de las Órdenes, como patronos del monasterio de Santiago de Madrid, a virtud de memorial del Maestre Gregorio Roman, su administrador: el decreto de 21 de agosto de 1655, comunicado al gobernador y al Consejo de las Órdenes, y el de 50 de junio de 1719 publicado en el mismo Consejo en 6 de julio siguiente, a virtud de su consulta de 25 de mayo anterior, con motivo de la visita hecha en el monasterio de Santa Cruz de Valladolid.
En cuanto a los bienes que constituyeron la dotación de dichos monasterios de comendadoras, es claro que a pesar de haber cesado enteramente el fin primitivo de su erección, no han podido menos de conservarse, una vez erigidos, ya dándoles primero encomiendas especiales y nombrando administradores de ellas, ya uniendo más adelante unos monasterios a otros, para no gravar las encomiendas o maestrazgos con cargas, que no sean las inherentes a unas u otros, pues su conservación está jurada, como uno de los principales fines con que se incorporaron a la Corona: ya por último concediéndose por la misma, por cuanto le compete la administración perpetua y gran maestrazgo de las órdenes, algún suplemento o aumento de renta para la subsistencia de dichos monasterios, pues esta gracia está en sus facultades, como lo ha estado el dar las encomiendas en recompensa de servicios hechos al Estado o aplicar a sus cargas y gastos las rentas de aquellas, tanto más, cuanto ha cesado del todo el objeto y fin con que se crearon.